# Augustin Deleanu
Augustin Pax Deleanu (* 27. August 1944 in Măgurele, Kreis Ilfov; † 27. März 2014 in Bukarest) war ein rumänischer Fußballspieler. Er absolvierte 325 Spiele in der höchsten rumänischen Fußballliga, der Divizia A, und nahm an der Fußball-Weltmeisterschaft 1970 teil.

## Karriere

### Verein
Augustin Deleanu begann seine Karriere bei ASA Bukarest (später Steaua Bukarest). Nachdem er dort in der Saison 1962/63 nicht zum Zuge gekommen war, wechselte er zu CSMS Iași (ab 1967 Politehnica Iași). Für CSMS bestritt er seinen ersten Einsatz in der Divizia A am 24. November 1963. Anschließend wurde er zum Stammspieler und 1966 zum Nationalspieler. Im Jahr 1967 stieg er mit Poli in die Divizia B ab, schaffte aber den sofortigen Wiederaufstieg. Ein Jahr später, 1969, bekam Deleanu die Gelegenheit, zum rumänischen Spitzenverein Dinamo Bukarest zu wechseln. Hier erlebte er seine erfolgreichste Zeit und wurde drei Mal rumänischer Meister. Nachdem er in der Saison 1975/76 seinen Stammplatz verloren hatte, wechselte Deleanu zum Ligakonkurrenten Jiul Petroșani und beendete dort nach nur einer Saison im Jahr 1977 seine Karriere. Im Anschluss war er als Schiedsrichter tätig und in der Vereinsführung von Dinamo Bukarest aktiv.

### Nationalmannschaft
Deleanu wurde 25 mal in der rumänischen Nationalmannschaft eingesetzt. Sein Debüt feierte er am 26. November 1966 gegen Italien. Nationaltrainer Angelo Niculescu nominierte ihn zwar für die Fußball-Weltmeisterschaft 1970 in Mexiko, setzte ihn dort aber nicht ein.

## Erfolge
- WM-Teilnehmer: 1970
- Rumänischer Meister: 1971, 1973, 1975